# Carl-Ebbe Andersen
Carl-Ebbe Andersen, né le 19 janvier 1929 et mort le 14 juin 2009, est un rameur d'aviron danois.

## Palmarès

### Jeux olympiques
- Londres 1948
  -  Médaille d'or en deux barré[1]

### Championnats d'Europe
- Championnats d'Europe d'aviron 1947
  -  Médaille de bronze en deux barré.